# Prager Bürgerpetition
Die Prager Bürgerpetition vom 13. März 1848 wurde von Eduard von Bauernfeld in der Prager Gaststätte „St. Wenzelsbad“ ausgesprochen.
Am 13. März 1848 wurde auf der St. Wenzelsbad-Versammlung ein Ausschuss von Tschechen gewählt, der durch eine Delegation 14 auf Deutsch und Tschechisch formulierte Forderungen als Petition an Kaiser Ferdinand I. (Österreich) (und dessen Regierung) in Wien übergab. Aufgrund der Ablehnung seitens Wien wurde in der zweiten Vollversammlung beschlossen, einen weiteren Versuch diesbezüglich zu unternehmen; mit dem Ergebnis, dass Wien Zugeständnisse machte. Auf der darauffolgenden Vollversammlung wurde der Ausschuss in Nationaler Ausschuss umbenannt, umfasste nunmehr 100 Mitglieder, war in zwölf Sektionen/Ausschüsse untergliedert und übernahm unterschiedliche Aufgaben (z. B. parlamentarische Arbeit).
Die Regierung in Prag erhielt durch den Grafen Leo von Thun-Hohenstein einen konservativen und gewandten Gubernialpräsidenten.
Einer der Ausschüsse lud zum österreichischen Slawenkongress ein, an dem „ausländische Gäste“ teilnehmen durften.
Durch die Versammlung wurde erreicht, dass sich Graf Thun einen beratenden provisorisch verantwortlichen Regierungsrat zur Seite stellte.
Zum Vorsitzenden des Slawenkongresses (2. Juni 1848) wurde der Historiker František Palacký gewählt und der Kongress beriet in den tschechisch-slowakischen, südslawischen und  polnisch-ruthenischen Sektionen über die föderative Zukunft Österreichs, die Beziehungen zueinander sowie zu anderen Slawen und Nationalitäten. Teilnehmer war auch Michail Bakunin.
Der Prager Pfingstaufstand führte dazu, dass vor der Kommandantur des Fürsten Alfred I. zu Windisch-Graetz protestiert und von Soldaten in die Menschenmenge geschossen wurde, Studenten um die Universität Barrikaden errichteten und bei Verhandlungen Graf Thun zur Geisel genommen wurde. Weitere Beteiligte waren Delegierte des Slawenkongresses und tschechische Radikale.
Die Volksbewaffnung lehnte Fürst Windischgrätz ab und erteilte Feuerbefehl, aufgrund dessen die Aufständischen Graf Thun freiließen, um Kapitulationsverhandlungen baten und die Verhandlungen mit der Wiener Delegation zum Ergebnis führten, dass sich das Militär in die Festung zurückzog.
Trotzdem flackerten die Kämpfe am 17. Juni 1848 wieder auf, sodass der Belagerungszustand durch Fürst Windisch-Grätz verhängt wurde. Ferner wurde die Ablieferung der Waffen und die Freilassung der Geiseln gefordert. Noch einmal kam es zu Kämpfen, die mit der Kapitulation, der Auflösung der Nationalgarde und der Verhaftung von mehr als 300 Personen endete.